# The Klezmatics
The Klezmatics je americká hudební skupina hrající klezmer. Vznikla v newyorské East Village roku 1986. V různých obdobích ve skupině hráli například trumpetista Frank London, houslistky Lisa Gutkin a Alicia Svigals či klarinetisté David Krakauer a Margot Leverett. Své první album nazvané Shvaygn = toyt kapela vydaala roku 1989 na značce Piranha. Později následovala řada dalších alb. Roku 2012 kapela získala italské ocenění Premio Tenco.